# Paço do Lumiar
Paço do Lumiar est une ville brésilienne du littoral, située sur l'île de São Luís, de l'État du Maranhão. Elle se situe par une latitude de 02° 31' 55" sud et par une longitude de 44° 06' 28" ouest, à une altitude de 16 mètres. Sa population était estimée à 101 554 habitants en 2006. La municipalité s'étend sur 132 km2.

## Maires
| Période | Période | Identité  | Étiquette | Qualité |
| ------- | ------- | --------- | --------- | ------- |
| 2009    | 2012    | Bia Aroso | PDT       |         |